# Cannelloni

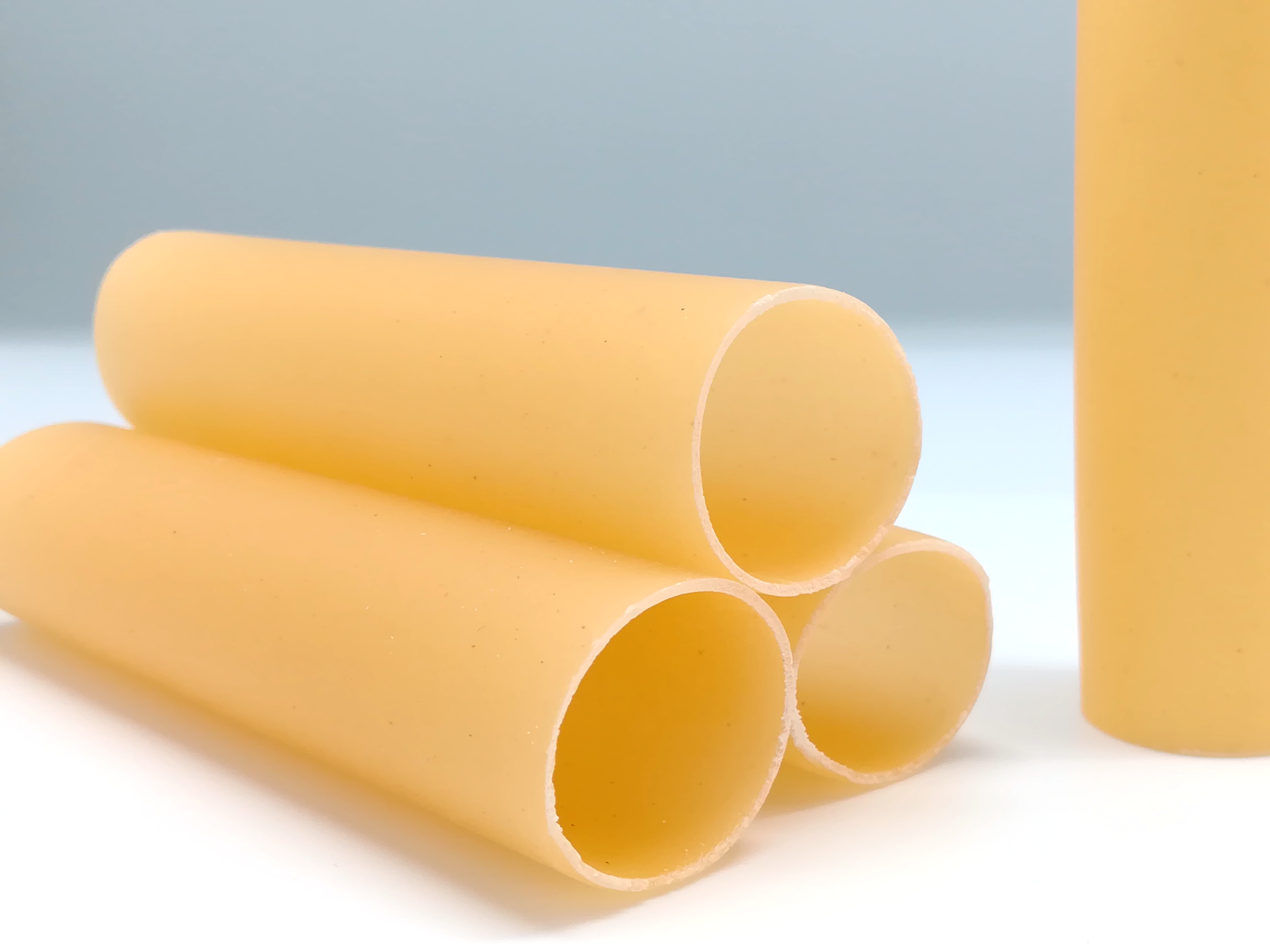
Cannelloni.

Cannelloni är en cylinderformad pastasort. Den tillagas vanligen med olika fyllningar av kött, ost eller grönsaker. Vanliga fyllningar är spenat och ricotta eller köttfärs. Rullarna övertäcks och gratineras sedan i tomat - eller bechamelsås. Cannelloni kan även tillagas med lasagneplattor som skärs i bitar och formas till cylindrar. Cannelloni förväxlas ibland med pastan manicotti.

## Historia
Cannellonis ursprung går tillbaka till år 1907 då Nicola Federico, en välkänd kock i Neapel, uppfann rätten. Han skapade den när han arbetade på en populär restaurang i Sorrento. Ursprungligen kallades pastan strascinati, men blev snart känd under det namn den bär idag. De flesta restauranger världen över serverar idag olika varianter av cannelloni.

## Vanliga ingredienser
- Kött (nötkött, fläskkött, kalvkött)
- Ostar (mozzarella, ricotta, parmesan)
- Grönsaker (de flesta, till exempel morot, selleri, spenat)
- Såser (tomatsås, bechamel, gräddsås)
- Örter (till exempel basilika, persilja, rosmarin)